# Џудит Лејстер
Џудит Јанс Лејстер (такође Лејстер; Харлем, крштена 28. јул 1609 — Химстеде, 10. фебруар 1660) била је холандска сликарка златног доба жанровских дела, портрета и мртвих природа. Њен рад је био веома цењен од стране савременика, али је углавном заборављен након њене смрти. Цео опус Џудит Лејстер се приписује Франсу Халсу или њеном мужу Јану Миенсу Моленаеру. Године 1893. поново је откривен њен рад и научници су почели да правилно приписују ауторство слика Лејстер.

## Биографија
Лејстер је рођена јула 1609. у Харлему у породици локалног пивара. Била је осмо дете Јана Вилемса Лејстера. Иако су подаци везани за школовање неизвесни, њу је поменуо тадашњи песник из Харлема Самјуел Ампцинг у својој књизи Beschrijvinge ende lof der stadt Haerlem (1628).
Неки научници спекулишу да је Лејстер наставила каријеру у сликарству како би помогла да издржава своју породицу након банкрота оца. Можда је научила да слика од Франса Питерша де Гребера који је водио угледну радионицу у Харлему 1620-их. За то време њена породица се преселила у провинцију Утрехт и можда је дошла у контакт са неким од каравађиста из Утрехта.
Њено прво познато потписано дело датира из 1629  До 1633. примљена је у чланство Харлемског савеза Светог Луке. Неки извори наводе да је она била прва жена коју је Еснаф прихватио; други извори наводе да је то била Сара ван Балберген 1631. Десетине других уметница су можда биле примљене у Еснаф Светог Луке током 17. века; међутим, област уметности у којој су радиле често није био наведен – у то време уметници који су се бавили везом, фарбањем грнчарије, метала и дрвета били су укључени у цехове – или су били укључени за наставак рада својих покојних мужева.
Претпоставља се да је слика Аутопортрет, оквирно 1633 (Национална галерија уметности, Вашингтон), можда била рад са којим се презентовала Цеху. Овај рад означава помак од ригидности ранијих женских аутопортрета ка опуштенијој, динамичнијој пози. Приказани лик је веома је опуштен према стандардима других холандских портрета и упоредив са неким делима Франса Халса. Међутим, изгледа мало вероватно да је носила тако свечану одећу када је сликала уљем, посебно веома широку чипкасту крагну.
У року од две године од уласка у Еснаф, Лејстер је примила три мушка шегрта. Записи показују да је Лејстер тужила Франса Халса јер је прихватио студента који је напустио њену радионицу и прешао да учи од њега, а да претходно није добио дозволу Цеха. Ученикова мајка платила је Лејстеровој четири гулдена одштету, само половину онога што је Лејстер тражила, а Халс је свој део тужбе решио тако што је платио казну од три гулдена уместо да врати шегрта. Сама Лесјтер је кажњена јер није регистровала шегрта у Цеху. После њене тужбе са Франсом Халсом, Лесјтерове слике су добиле веће признање.
Године 1636, Лејстер се удала за продуктивног уметника Јана Миенсеа Моленаера, који је радио на сличним темама. У нади да ће остварити боље економско стање, пар се преселио у Амстердам где је Моленаер већ имао клијенте. Тамо су остали једанаест година пре него што су се вратили у Химстеде у области Харлем. Тамо су делили студио у малој кући која се налази у данашњем парку Гроенендал. Лејстер и Моленаер су имали петоро деце, од којих је само двоје преживело до пунолетства.
Већина Лејстериних датираних радова настала је пре њеног брака и датира између 1629. и 1635. године. Мало је познатих њених дела насликаних после 1635. године: две илустрације у књизи о лалама из 1643. године, портрет из 1652. године и мртва природа из 1654. године која је откривена у приватној колекцији у 21. веку. Лејстер је можда сарађивала и са својим мужем. Умрла је 1660. године у 50. години. Сахрањена је на фарми недалеко од Харлема, а њена уметничка дела нису била изложена нити призната као њена скоро 200 година. Чињеница да је инвентар њеног имања многе слике приписао „жени Моленаеру“, а не Џудит Лејстер, можда је допринела погрешном приписивању њеног дела њеном мужу.

## Рад
Своје радове потписивала је монограмом иницијала ЏЛ са закаченом звездицом. Ово је била игра речи: "Лејстер" је на холандском значило "главна звезда", а за холандске морнаре тог времена то је био уобичајени назив за Северњачу. Лејстар је било име пиваре њеног оца у Харлему. Само повремено је своје радове потписивала пуним именом.
Специјализовала се за жанровске сцене налик портрету, које обично садрже од једне до три фигуре, које углавном одишу добрим расположењем и приказане су на обичној позадини. Многи су деца; други мушкарци с пићем. Лејстер је била посебно иновативна у својим домаћим жанровским сценама. Ово су мирни призори жена код куће, често са свећама или лампама, посебно из женске тачке гледишта. Пропозиција (Маурицхејс, Хаг) је необична варијанта ових сцена, за коју неки кажу да приказује девојку која прима нежељене авансе, уместо да приказује добровољну проститутку, што је чешћа сцена под таквим насловом. Међутим, ово тумачење није универзално прихваћено. Међутим, Ен Сатерленд Харис је протумачила слику као приказ жене која добија искрену понуду за брак.
Велики део њеног другог рада био је по природи сличан ономе многих њених савременика, као што су њен муж Моленаер, браћа Франс и Дирк Халс, Јан Стен и каравађисти из Утрехта Хендрик Тербруген и Геррит ван Хонтхорст. Њихове жанровске слике, углавном таверне и друге сцене забаве, задовољавале су укусе и интересовања растућег сегмента холандске средње класе. Насликала је неколико стварних портрета, а њена једина позната историјска слика је Давид са главом Голијата (1633), која не одступа од њеног типичног портретног стила, са једном фигуром близу предње стране простора слике.
Године 1648, Теодор Шревел, холандски коментатор, приметио је: „Такође је било много искусних жена у области сликарства које су још увек познате у наше време и које су могле да се такмиче са мушкарцима. Међу њима се изузетно истиче једна, Џудит Лејстер, звана. „права Водећа звезда у уметности.“

## Лејстер и Франс Халс
Иако је била позната током свог живота и цењена од стране својих савременика, Лејстер и њен рад су углавном заборављени након њене смрти. Поново је откривена 1893. године, када је слика којој су се дивили више од једног века као дело Франса Халса препозната као њена. Лејстерин рад је критикован да показује „слабост женске руке“, док су многе њене слике приписане Франсу Халсу.
Забуна – или можда превара – може датира још из Лејстеровог живота. Сир Луке Сцхауд је купио Лејстер Весели компањони, као Халс 1600-их. Рад је завршио код трговца, Вертхајмера из Бонд улице у Лондону, који га је описао као једну од најбољих Халсових слика. Сер Џон Миларс се сложио са Вертхајмером око аутентичности и вредности слике. Вертхајмер је продао слику једној енглеској фирми за 4.500 фунти. Ова фирма је заузврат продала слику као Халс Томасу Лорију у Паризу.
Године 1893. запослени Лувра су пронашли њен монограм испод измишљеног Халсовог потписа. Није јасно када је додат лажни потпис. Када је оригинални потпис откривен, Томас Лори је тужио енглеску фирму, која је заузврат покушала да поништи сопствену куповину и поврати новац од трговца уметнинама, Вертхајмера. Случај је решен на суду 31. маја 1893. године, при чему су се тужиоци (неименована енглеска фирма) сложили да задрже слику за 3.500 фунти + 500 фунти трошкова. Током судског поступка није се разматрало дело као предмет вредности у његовој новој историји: „ни у једном тренутку нико није бацио капу у ваздух и обрадовао се што је још један сликар, способан да се изједначи са Халсом у свом најбољем издању, био откривено“. Друга верзија Весели компањони продата је у Бриселу 1890. године и носила је Лејстеров монограм „грубо измењен у испреплетани ФХ”.
Године 1893. Корнелис Хофстеде де Грут је написао први чланак о Лејстер. Приписао јој је седам слика, од којих је шест потписано њеним препознатљивим монограмом 'ЈЛ*'. Историчари уметности од тада су је често одбацивали као имитаторку или следбеницу Халса, иако се овај став донекле променио крајем 20. века.
Осим горе поменуте тужбе, природа Лејстеровог професионалног односа са Франсом Халсом је нејасна; можда је била његова ученица или пријатељска колегиница. Можда је била сведок на крштењу Халсове ћерке Марије почетком 1630-их, пошто је „Јудит Јансдер“ (што значи „Јанова ћерка“) забележена као сведок, али је било и других Јудит Јансдер у Харлему. Неки историчари тврде да су Халс или његов брат Дирк можда били њени учитељи, због блиских сличности између њихових дела.

## Наслеђе
Музеји који садрже њена дела су Рајксмузеум Амстердам; Мауритсхуис, Хаг; Музеј Франса Халса, Харлем; Лувр, Париз; Национална галерија, Лондон; и Национална галерија уметности, Вашингтон. Године 2022. Музеј уметности Куриер је купио Лејстерову слику.
У марту 2021. Лејстеров рад је додат у „Галерију части“ у Ријксмусеуму. Лејстер, Гесина тер Борх и Рахел Ројсх су прве жене које су укључене у галерију.
Гугл ју је 19. децембра 2022. представио путем Google Doodle логотипа у Холандији, Исланду, Ирској, Уједињеном Краљевству, Сингапуру и Сједињеним Америчким Државама.

## Галерија
- Kannekijker  (A Youth with a Jug) (1633)
- Портрет мушкарца
- Игра трик трак
- Партија карата
- Млади фалутиста
- Дечак и девојчица са мачком и јегуљом
- Концерт(1631–33)
- Просидба (1631)
- Jolly Toper (1629)
- Веели трио (између 1629. и 1631.)
- The Last Drop (око 1629)
- Цвеће у вази (1654)
- Забављач